# Districte de Payerne

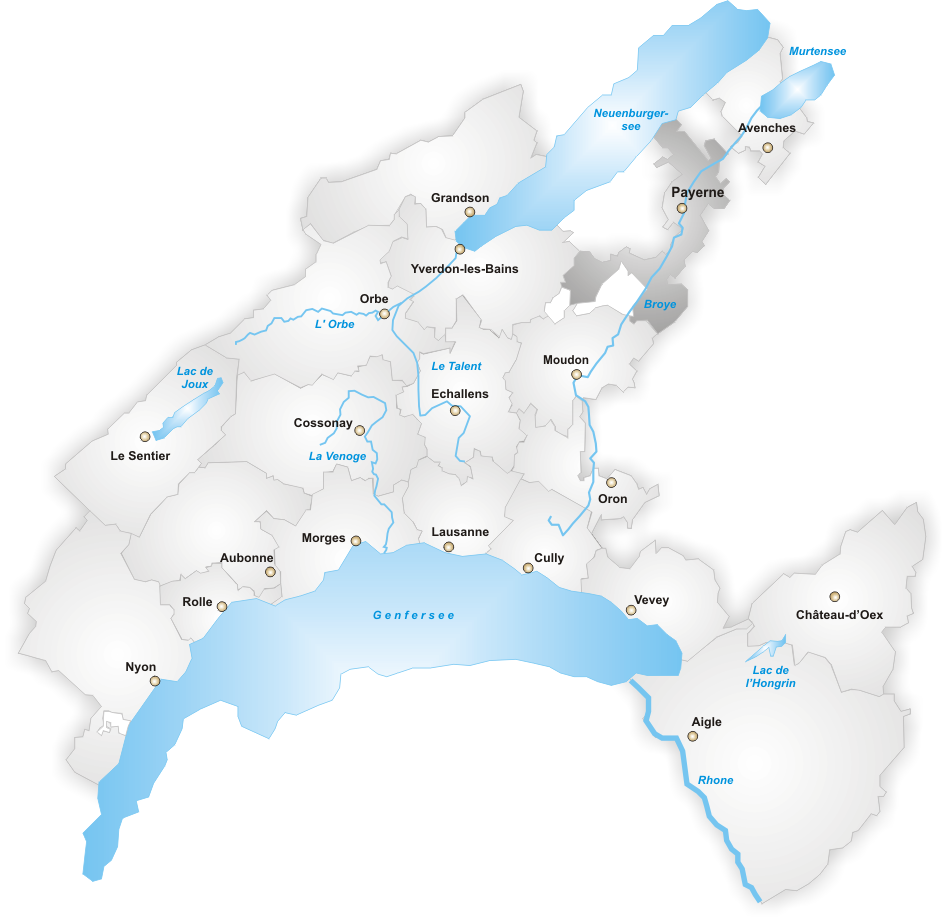
L'antic districte de Payerne

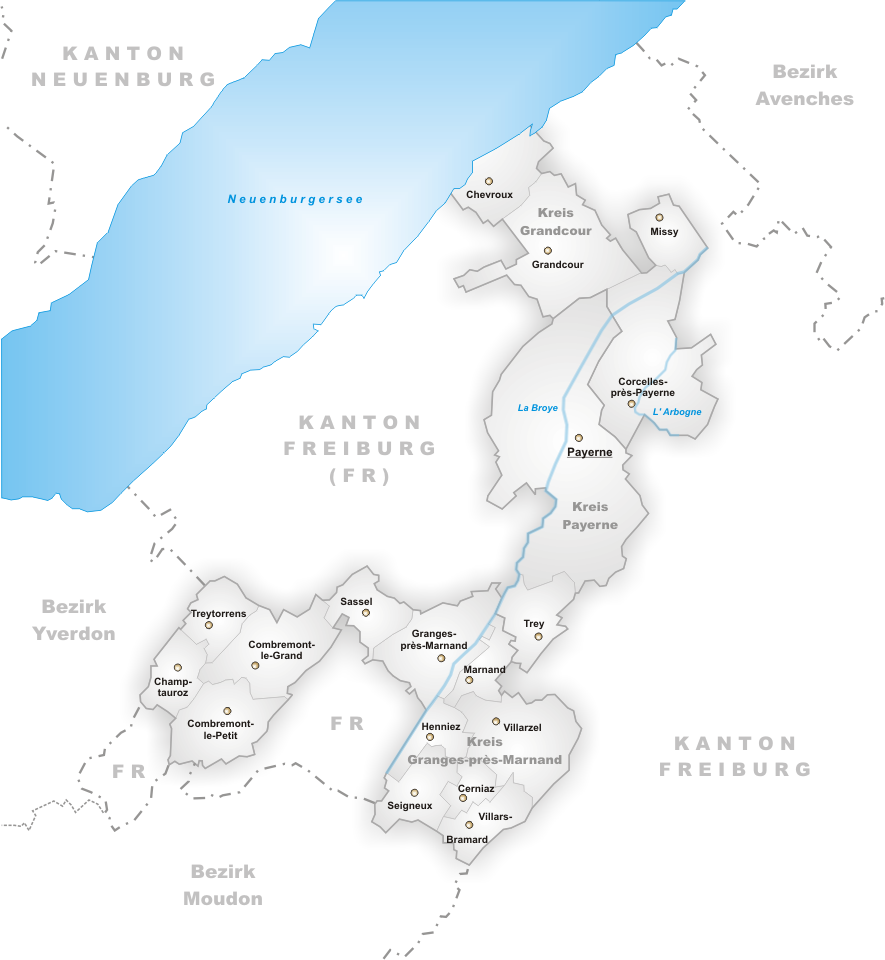
Municipis de l'antic districte de Payerne

El districte de Payerne és un dels antics 19 districtes del cantó suís de Vaud que va desaparèixer en la reforma del 2008. Els seus municipis es van incorporar al nou districte de Broye-Vully.

## Municipis
- Cercle de Grandcour
  - Chevroux
  - Corcelles-près-Payerne
  - Grandcour
  - Missy

- Cercle de Granges-près-Marnand
  - Cerniaz (VD)
  - Champtauroz
  - Combremont-le-Grand
  - Combremont-le-Petit
  - Granges-près-Marnand
  - Henniez
  - Marnand
  - Sassel
  - Seigneux
  - Treytorrens (Payerne)
  - Villars-Bramard
  - Villarzel

- Cercle de Payerne
  - Payerne
  - Trey